# Magàs

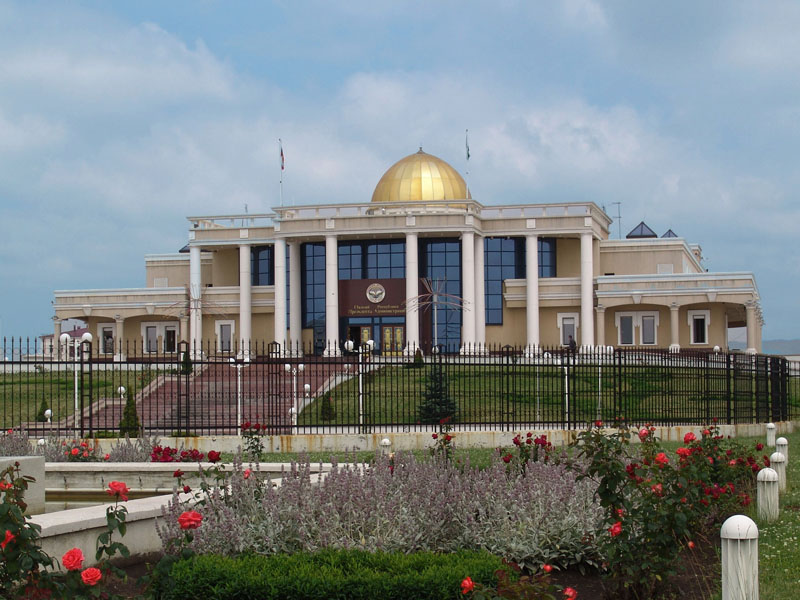
Palau presidencial

Magàs (en ingúix i rus: Мага́с) és la capital d'Ingúixia, una república de la Federació Russa. la ciutat es va fundar el 1995; va substituir Nazran com a capital de la república el 2002. És la població amb menys habitants que actua com a capital d'un subjecte federal de Rússia: Al cens de 2010 tenia 2.502 habitants, encara que la població estimada a 2019 és de 10.333.
El nom de Magàs es va triar en record a la històrica capital de l'antic Regne d'Alània.